# Muñiz
Muñiz är en ort i Argentina.   Den ligger i provinsen Buenos Aires, i den centrala delen av landet, 30 km väster om huvudstaden Buenos Aires. Muñiz ligger 29 meter över havet och antalet invånare är 26 221.
Terrängen runt Muñiz är mycket platt. Runt Muñiz är det mycket tätbefolkat, med 4 188 invånare per kvadratkilometer.. Närmaste större samhälle är Morón, 13,9 km sydost om Muñiz.
Runt Muñiz är det i huvudsak tätbebyggt.